# رون وارد
رون وارد (بالإنجليزية: Ron Ward)‏ (29 مارس 1932 في المملكة المتحدة - 1 ديسمبر 2010) هو لاعب كرة قدم بريطاني في مركز حراسة المرمى. لعب مع أكسفورد يونايتد وتوتنهام هوتسبير ودارلينجتون إف سى.